# U218 Videos
U218 Videos es un lanzamiento en DVD de videos musicales de la banda irlandesa U2, complementario al CD recopilatorio U218 Singles.

## Lista de canciones
1. "Beautiful Day"
2. "I Still Haven't Found What I'm Looking For"
3. "Pride (In the Name of Love)"
4. "With or Without You"
5. "Vertigo"
6. "New Year's Day"
7. "Mysterious Ways"
8. "Stuck in a Moment You Can't Get out of" (Versión Internacional)
9. "Stuck in a Moment You Can't Get Out Of" (Versión de EE. UU.)
10. "Where the Streets Have No Name"
11. "Sweetest Thing"
12. "Sunday Bloody Sunday" (Versión en vivo desde Red Rocks)
13. "One"
14. "Desire"
15. "Walk On" (Versión Internacional)
16. "Walk On" (Versión de EE. UU.)
17. "Elevation"
18. "Sometimes You Can't Make It On Your Own"
19. "The Saints Are Coming"

## Material Extra
- A Story of One ('La Historia de One')
- The Making of "Vertigo"
- "Beautiful Day" – Versión de Èze
- "Pride (In the Name of Love)" – Versión del Slane Castle
- "Vertigo" – Video de Lisboa
- "Vertigo" – Video HQ
- "One" – Versión del búfalo
- "One" – Versión del restaurante
- "Sometimes You Can't Make It On Your Own" – Versión del sencillo

- Datos: Q1755476